# Fleischergasse 6 (Meißen)

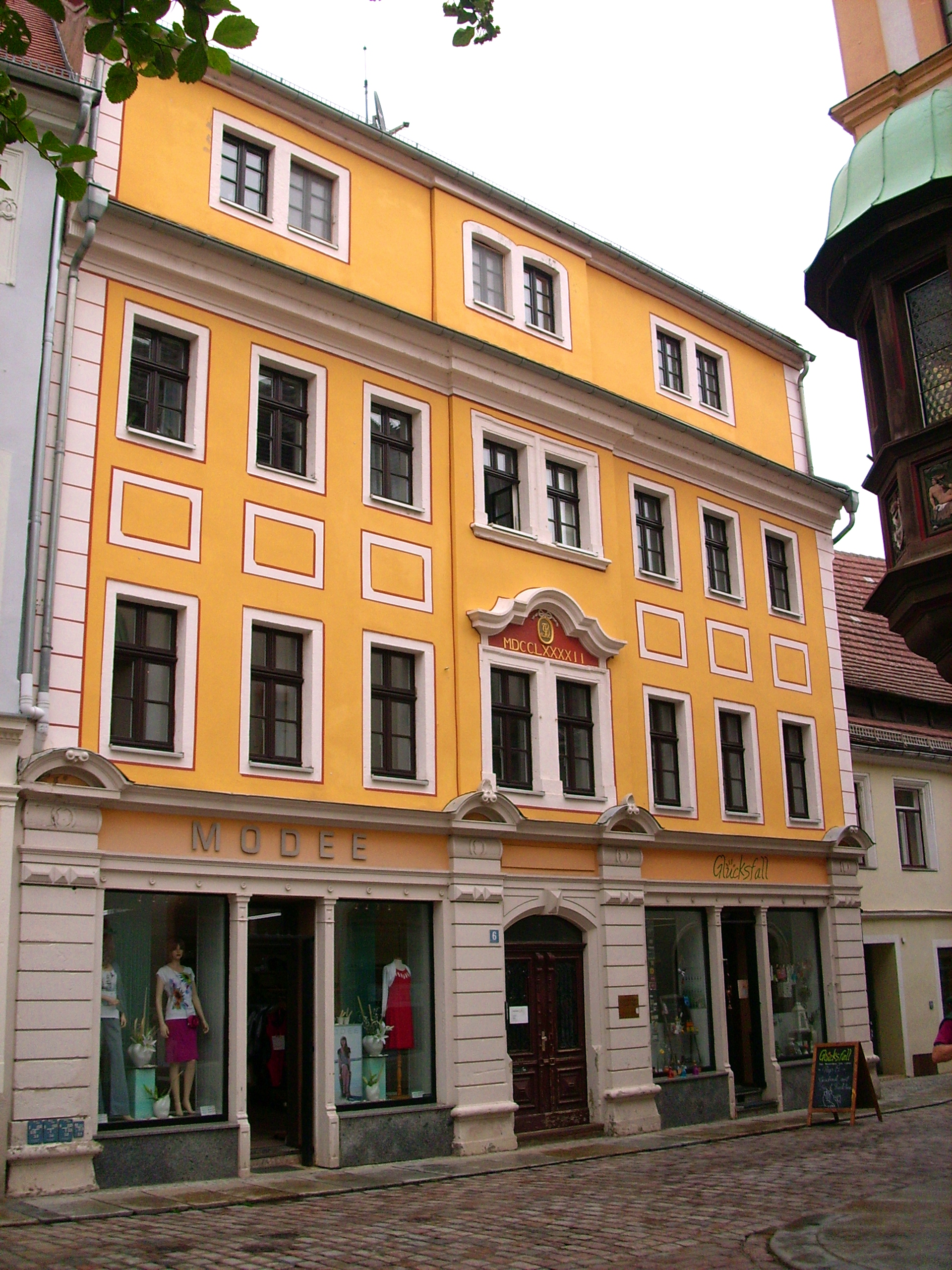
Fleischergasse 6 (Meißen)

Das Haus Fleischergasse 6 in der Altstadt von Meißen in Sachsen ist ein Wohn- und Geschäftshaus, das einige noch erhaltene Schmuckelemente in Renaissanceformen mit einer hochbarocken und einer historistischen Umgestaltung verbindet, und ein Kulturdenkmal.

## Geschichte und Architektur
Als älteste Bauwerke auf dem Grundstück sind zwei Giebelhäuser nachgewiesen, von denen jedoch nur Reste in den Grundmauern gefunden wurden. Das erste Bauwerk, das die ganze heutige Grundstückbreite einnahm, war ein zweigeschossiges Traufenhaus, von dem profilierte Sandsteingewände in Hochrenaissanceformen auf der Hofseite und im Innern erhalten sind. In Stadtansichten aus den Jahren 1558 und 1601 ist die Ostseite der Fleischergasse teils mit Giebel- und teils mit Traufenhäusern geschlossen bebaut.
Das Haus war weniger als andere von Kriegsschäden im Dreißigjährigen Krieg betroffen; während die Häuser der Fleischergasse 3–5 als verwüstet beschrieben werden, war das vorliegende Haus um 1637 noch bewohnt.
Im Jahr 1792 wurde ein eingreifender Umbau durch Johann Gottfried Böhme (Amtsmaurermeister bis nach 1800) vorgenommen, der sich hiermit sein eigenes Wohnhaus als eines der ansehnlichsten Barockbauwerke in der Altstadt von Meißen einrichtete.
Als charakteristische barocke Fassadenzier der symmetrisch gegliederten Fassade mit Risalit ist die Ausbildung der Fensterverdachungen sowie die schlanken Fenster im ersten Stockwerk und das gekröpfte, stark profilierte Traufengesims zu nennen. Die geputzten Flächen sind mit illusionistischen gemalten Gliederungen versehen. Das Innere zeigt an den Wänden, im Treppenhaus an den Stuckdecken und der Dachkonstruktion ebenfalls einige typische Bauformen eines barocken Bürgerhauses neben den aus der Renaissancezeit übernommenen Gestaltungselementen.
Demgegenüber ist der Dachausbau nachträglich (vermutlich vor 1835) entstanden, allerdings sorgfältig und mit erkennbarem Stilwillen gestaltet.
Die Fassade des Erdgeschosses erfuhr 1867 einen Umbau, wobei zwei Läden geschaffen wurden, welche schließlich im Jahr 1893 eine anspruchsvolle Fassadengestaltung des Historismus erhielten. Bis zur Wende 1989 wurde das Wohn- und Geschäftshaus weiter genutzt und blieb in gutem Zustand erhalten. 
Nach einer Instandsetzung von 1976 wurde um 1996 eine illusionistische Fassung mit imitierter Vergoldung hergestellt, gleichzeitig erfolgte auch eine Dachinstandsetzung mit Biberschwanzziegeln.
Die städtebauliche Gestaltung nach Westen hin wurde seit 1999 durch Bodenbeläge, Bepflanzung mit kleinen Bäumen und den Hundewinkelbrunnen weiter aufgewertet, wodurch dieser Platz zu einem beliebten Treffpunkt in der Stadt wurde.
In Richtung Süden war die Gasse ursprünglich durch eines der mittelalterlichen Stadttore, das Fleischertor, abgesperrt, das allerdings schon in den ersten Jahren des 19. Jahrhunderts beseitigt wurde. Der Grundriss des Tores und die Gasse an dieser Stelle wurden durch eine entsprechend gestaltete Pflasterung sichtbar gemacht.
An dieser Stelle kann man durch ein vergittertes Tor nach Osten hin eine enge Gasse sehen, die an der Marktgasse einmündet. Dort befanden sich die im 14. Jahrhundert erstmals urkundlich erwähnten Fleischbänke, der einzige Ort innerhalb der Stadtmauer, an dem im Mittelalter Fleisch gehandelt werden durfte.